# Metagonia tinaja
Metagonia tinaja là một loài nhện trong họ Pholcidae. Loài này được phát hiện ở México.